# Exercice anaérobie

Fréquence cardiaque

Pour les articles homonymes, voir Anaérobie (homonymie).
L'exercice anaérobie est un type d'exercice qui décompose le glucose dans le corps sans utiliser d'oxygène (anaérobie signifiant «sans oxygène»). En termes pratiques, cela signifie que l'exercice anaérobie est plus difficile mais plus court que l'exercice aérobie (en). 
La biochimie de l'exercice anaérobie implique un processus appelé glycolyse, dans lequel le glucose est converti en adénosine triphosphate (ATP), qui est la principale source d'énergie pour les réactions cellulaires.  
L'acide lactique est produit à une vitesse accrue pendant l'exercice anaérobie, ce qui le fait s'accumuler rapidement. L'accumulation de lactate au-dessus du seuil de lactate (également appelé seuil anaérobie) est un facteur majeur de fatigue musculaire. 
L'exercice anaérobie peut être utilisé par les entraîneurs personnels pour aider leurs clients à développer leur endurance, leur force musculaire et leur puissance,. 

## Métabolisme

Au fur et à mesure que les muscles se contractent, les ions calcium se libèrent du réticulum sarcoplasmique par des canaux de libération. Ces canaux se ferment et les pompes à calcium s'ouvrent pour détendre les muscles. Après un exercice prolongé, les canaux de libération peuvent commencer à fuir et provoquer une fatigue musculaire.

La respiration anaérobie fait naturellement partie de la dépense énergétique métabolique. Les muscles à contraction rapide fonctionnent à l'aide de systèmes métaboliques anaérobies, de sorte que toute utilisation de fibres musculaires à contraction rapide entraîne une augmentation de la dépense d'énergie anaérobie. Un exercice intense d'une durée de plus de quatre minutes (par exemple une course d'un kilomètre) peut encore entraîner une dépense d'énergie anaérobie considérable. Un exemple est l'entraînement fractionné de haute intensité, une stratégie d'exercice qui est effectuée dans des conditions anaérobies à des intensités qui atteignent au moins excès de 90% de la fréquence cardiaque maximale. La dépense énergétique anaérobie est difficile à quantifier avec précision.  Certaines méthodes estiment la composante anaérobie d'un exercice en déterminant l'excès de consommation d'oxygène post-exercice ou en mesurant la formation d'acide lactique dans la masse musculaire,,. 
En revanche, l'exercice aérobie comprend des activités de faible intensité effectuées pendant de plus longues périodes. Les activités telles que la marche, le jogging, l'aviron et le vélo nécessitent de l'oxygène pour générer l'énergie nécessaire à un exercice prolongé (donc la dépense d'énergie aérobie).  
Les systèmes énergétiques anaérobies sont : 
- le système anaérobie alactique, composé de phosphates à haute énergie, d'adénosine triphosphate et de créatine phosphate[12] ;
- le système anaérobie lactique, qui comporte une glycolyse anaérobie[12].

Les phosphates à haute énergie sont stockés en quantités limitées dans les cellules musculaires. La glycolyse anaérobie utilise exclusivement le glucose et le glycogène comme carburant en l'absence d'oxygène, ou plus spécifiquement, lorsque l'ATP est nécessaire à des taux supérieurs à ceux fournis par la respiration cellulaire. La conséquence d'une telle dégradation rapide du glucose est la formation d'acide lactique. Les activités physiques qui durent jusqu'à une trentaine de secondes reposent principalement sur l'ancien système de phosphagen ATP-CP. Au-delà de ce temps, les systèmes métaboliques basés sur la glycolyse aérobie et anaérobie sont utilisés. 
Le sous-produit de la glycolyse anaérobie a traditionnellement été considéré comme nuisible à la fonction musculaire. Cependant, cela ne semble probable que lorsque les niveaux de lactate sont très élevés. La fatigue, c'est-à-dire l'insuffisance musculaire, est un sujet complexe qui ne dépend pas seulement des changements de concentration en lactate. La disponibilité énergétique, l'apport d'oxygène, la perception de la douleur et d'autres facteurs psychologiques contribuent tous à la fatigue musculaire. Des concentrations élevées de lactate dans les muscles et le sang sont une conséquence naturelle de tout effort physique. L'efficacité de l'activité anaérobie peut être améliorée grâce à l'entraînement.  
L'exercice anaérobie augmente également le métabolisme de base d'un individu.  

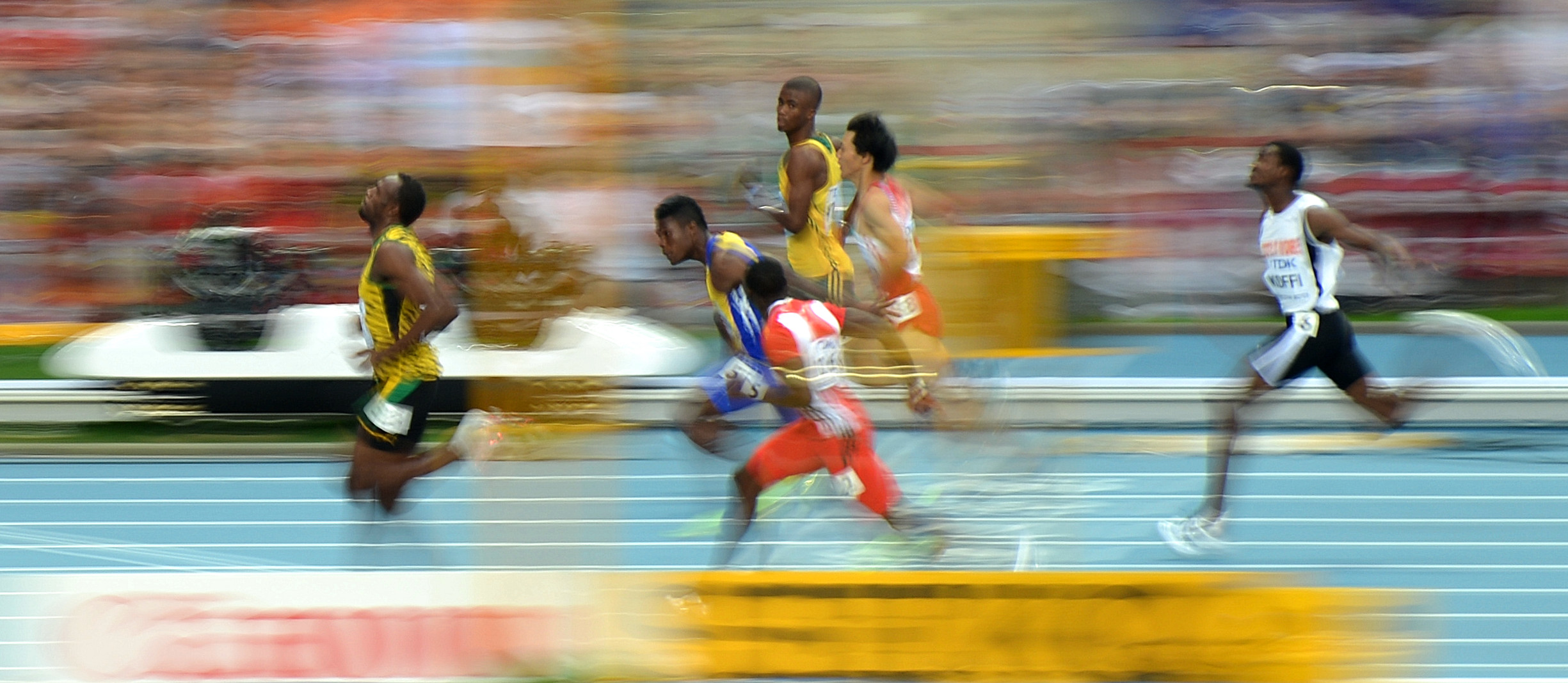
Le sprint, un exemple d'exercice anaérobie.

## Exemples
L'exercice anaérobie est un entraînement intense, tandis que l'exercice aérobie est un entraînement d'endurance de longue durée. Quelques exemples d'exercices anaérobies comprennent les sprints, l'entraînement fractionné de haute intensité (HIIT) et la musculation. 